# Chloroclystis mokensis
Chloroclystis mokensis là một loài bướm đêm trong họ Geometridae.